# Барсуки (Мосальський район)
Барсуки (рос. Барсуки) — присілок в Мосальському районі Калузької області Російської Федерації.
Населення становить 6 осіб. Входить до складу муніципального утворення Селище Раменський.

## Історія
Від 2004 року входить до складу муніципального утворення Селище Раменський.

## Населення
| 2002 | 2010 |
| ---- | ---- |
| 1    | ↗6   |